# Roser Aguilar
Roser Aguilar (Barcelona, 1971), és una directora i guionista catalana.

## Trajectòria
Es va llicenciar en Periodisme per la Universitat Autònoma de Barcelona i es va graduar en Direcció de Cinema en la ESCAC (Escola Superior de Cinema i Audiovisuals de Catalunya), formant part de la primera promoció de la nova escola de cinema. Es va especialitzar en Direcció i va completar els seus estudis amb cursos de guió amb Fernando Trueba i Joaquim Jordà, de direcció amb Bob McAndrew i Juan José Campanella i de fotografia amb Manolo Laguillo, Antonio Corral i Pepe Baeza.
Ha estat premiada amb el Premi Ojo Crítico de Cinema de Ràdio Nacional d'Espanya (RNE). Va ser guardonada en 2008 amb el Premi Ciutat de Barcelona en la categoria d'"audiovisuals" per la seva pel·lícula El millor de mi, i amb el Premi Sant Jordi a la millor direcció novell 2008. El millor de mi, produïda per Escándalo Films (la productora vinculada a l'ESCAC) i protagonitzada per Marian Álvarez (Raquel), Juan Sanz (Tomás), Lluís Homar (Eduardo), Alberto Jiménez (Dr. Ferrer), Marieta Orozco (Silvia) i Carmen Machi (Carmen), ha estat la pel·lícula que la va donar a conèixer entre el públic. També ha estat guardonada amb múltiples premis internacionals, entre els quals va figurar en 2007 el Leopardo de plata (premi a la millor intèrpret) per a Marian Álvarez i nominada al Leopardo de Oro a la millor directora, en el Festival Internacional de Locarno, on va guanyar també el Boccalino D'Oro a la Millor Pel·lícula del festival, segons la Crítica Independent. En 2008 Schermi d'Amore di Verona va recollir el premi del públic, de la crítica i el premi especial del jurat, i en el Festival Cinema Llatí va rebre el Premi del Públic en Tuebingen i també a Stuttgart (Alemanya).
En 2017 estrena "Brava" una pel·lícula protagonitzada per Laia Marull sobre la violència sexual relatant la sensació de solitud, incomprensió i vergonya que turmenta a la víctima després de l'agressió. Va començar a escriure el seu guió en el 2009. Va ser presentada al març en el Festival de Màlaga i va arribar a les sales al juliol de 2017.

## Filmografia

### Directora
- Brava (2016), llargmetratge
- Ahora no puedo (2011), curtmetratge
- Clara no lo esperaba (2009), curtmetratge
- Mapa'08 Fosc (2008), documental
- El millor de mi (2007), llargmetratge
- Cuando te encontré (1999), curtmetratge
- El llimoner (1997), curtmetratge

### Guionista
- Brava (2016), llargmetratge
- Clara no lo esperaba (2009), curtmetratge
- El millor de mi (2007), llargmetratge
- Idéntics (2005), TV
- Tarasca (2003), TV
- Cuando te encontré (1999), curtmetratge
- El llimoner (1997), curtmetratge

### Ajudant de direcció
- Una bella inquietud (2000) (ajudant de direcció)
- Discotheque (1999) (segona ajudant de direcció)
- En brazos de la mujer madura (1997) (trainee assistant director)

### Actriu
- Cinemacat.cat (2008) d'Antoni Verdaguer